# Grand Production
 (транскр.  Гранд продакшн) српска је дискографска кућа чији је власник United Group. Основана је 1998. године у Београду, а покренули су је Саша Поповић, Лепа Брена и Слободан Живојиновић. Матична је кућа многих високотиражних балканских фолк и поп-фолк извођача.

## Историја
Гранд продукцију су основали 1998. године Саша Поповић и Лепа Брена — обоје чланови некадашњег популарног бенда Слатки грех. Исте године, дотадашња музичка издавачка кућа ЗаМ (Забава милиона) променила је власника, што је Поповића и Лепу Брену навело да напусте ЗаМ и оснују сопствену музичку кућу.
Дана 3. децембра 1998. године приказана је прва забавно-музичка емисија, названа Гранд шоу, тако да се тај датум узима као ’рођендан’ Гранд продукције. Током прве две године постојања, на бини Гранд шоуа представљени су хитови Шта ће ти певачица од Јане Тодоровић, Да ли знаш Драгане Мирковић, Помрачење сунца Лепе Брене, Не живим сама и Успомене Ане Бекуте, Гили, гили Јелене Карлеуше и др.
Поред музичких емисија, Гранд продукција организује и музичка такмичења Звезде Гранда и Никад није касно.
Године 2019. продукцију је купила United Media.

## Певачи
У тренутку када је Гранд продукција основана, око ње су се окупила нека од највећих имена на српској музичкој сцени. ’Пионири’ новоосноване продукције били су: Лепа Брена, Миле Китић (прво Грандово издање), Драгана Мирковић (која је убрзо основала сопствену продукцију, ДМ Сат), Ана Бекута, Аца Лукас (који је на неко време напустио Гранд), Индира Радић, Јелена Карлеуша (која је напустила Гранд па се вратила након више од 15 година), Шемса Суљаковић, Стоја, Ђани, Наташа Ђорђевић, Јана, Зорица Марковић, Шеки Турковић, Верица Шерифовић, Сања Ђорђевић, Јашар Ахмедовски, Шако Полумента, Маја Маријана, Кемал Маловчић и Гордана Лазаревић.
Овим певачима су се касније придружили и Шабан Шаулић (касније напустио), Вики Миљковић, Злата Петровић, Саша Матић,Дејан Матић Харис Џиновић, Маринко Роквић, Гоца Божиновска, Мира Шкорић, Митар Мирић, Ера Ојданић, Милош Бојанић, Бора Дрљача, Неда Украден, Мерима Његомир (касније постала музички уредник ПГП РТС-а), Марта Савић, Сања Малетић, Снежана Савић, Вера Нешић и Милена Плавшић. У истом периоду, али накратко, за Гранд су снимали и Цеца Ражнатовић, ,Сашка Каран, Здравко Чолић, Гоца Тржан, Жељко Самарџић, Дадо Глишић, Др Иги и Оливер Драгојевић, као и групе Црвена јабука и Хари Мата Хари.
Гранд продукција је највеће успехе остварила лансиравши високотиражне пројекте у каријерама популарних певача. Титула најтиражнијег извођача годинама се смењивала међу представницима Гранда. Тако су највећа достигнућа у каријери овде досегле музичке звезде Индира Радић (2004), Вики Миљковић (2005), Сека Алексић (2003; 2008), Дара Бубамара (2007) и Стоја (2006); свака је имала најтиражнији албум године. Успешна каријера Саше Матића у целости је остварена захваљујући добром деловању Гранда. Још један од успеха продукције било је оснивање Звезда Гранда — популарног музичког такмичења на Балкану, које је помогло певачима да постану слушани међу широм публиком; неки од њих су: Тања Савић, Милица Тодоровић, Рада Манојловић, Милица Павловић, Мирза Селимовић, Александра Пријовић и Катарина Грујић. Лепа Брена је 2008. под окриљем Гранда имала свој велики повратак на музичку сцену, албумом Уђи слободно. Успех за кућу био је и долазак прослављених певача народне музике: Лепе Лукић, Цунета Гојковића, Снежане Ђуришић, Весне Змијанац и Тозовца. Емисија Гранд шоу угостила је на сцени две евровизијске победнице: Руслану и Марију Шерифовић. Велику медијску пажњу донели су долазак и одлазак, али и поновни долазак Зорице Брунцлик, као и долазак Јелене Карлеуше у жири Звезда Гранда.
Најтиражнији албум до дана-данашњег остао је Цецина Деценија из октобра 2001. године.

## Тираж (Народна библиотека Србије)
- Деценија (Цеца) — 550.000 примерака (2001)
- Стартујмо (Стеван Анђелковић) — 120.000 примерака (2005)
- Тако млада (Тања Савић) — 70.000 примерака (2006) друго издање, за први тираж нема података
- Опрости мојој младости (Никола Роквић) — 50.000 примерака (2006)
- Експресно (Бојан Бјелић) — 120.000 примерака (2006)
- Краљица (албум) (Сека Алексић) — 250.000 примерака (2007)
- Нове звезде гранда (генерација из треће сезоне) — 200.000 примерака (2007)
- Уђи слободно (Лепа Брена) — 270.000 примерака (2008)
- Дух из бомбоњере (Бојан Бјелић) — 120.000 примерака (2008)
- Exclusiva (Славица Ћуктераш) — 180.000 примерака (2008)
- Случајни партнери  (Сека Алексић) — 200.000 (2009)
- Динча (Милан Динчић) — 200.000 примерака (2009)
- Десет испод нуле (Рада Манојловић) — 180.000 примерака (2009)
- Соло (албум Милана Станковића)  — 180.000 примерака (2009)
- Памтим ја (Милица Тодоровић) — 120.000 примерака (2009)
- Ацо Пејовић 2010 (Ацо Пејовић) — 100.000 примерака (2010)
- За тебе брига ме (Јоца Стефановић) — 30.000 примерака (2010)
- Зачарани круг (Лепа Брена) — 300.000 (2011)
- Лом (Сека Алексић) — 75.000 (2012)
- Best Of Indira (Индира Радић) — 100.000 (2013)
- Говор тела (албум) (Милица Павловић) — 60.000 примерака (два тиража од 30 хиљада) (2014)
- Тестамент (албум) (Александра Пријовић) — 20.000 примерака (2017)
- Јача доза мене (Катарина Грујић) — 5.000 примерака (2018)
- Посебан (албум) (Александра Младеновић) — 3.000 примерака (2019)